# سفع رملي

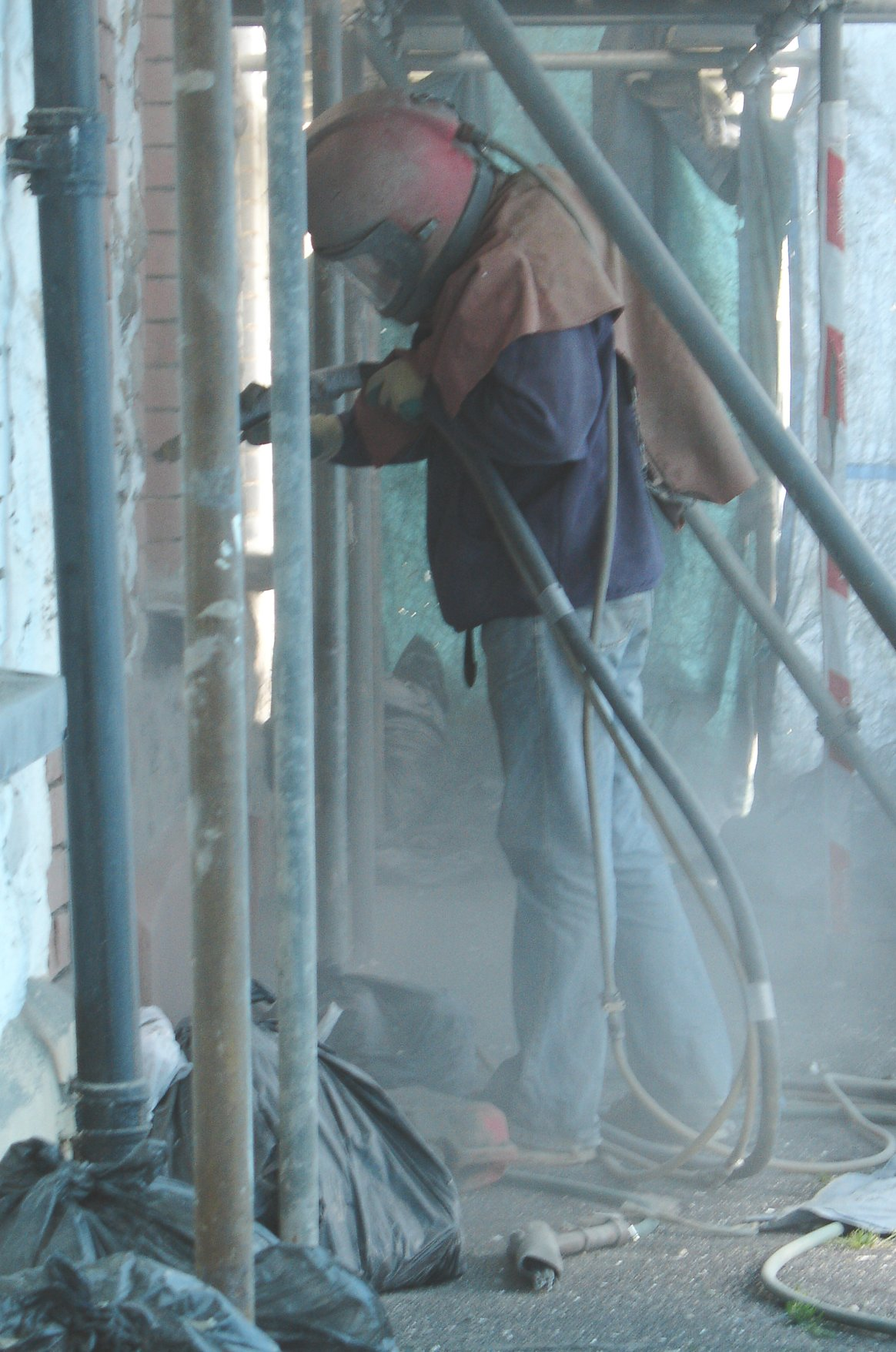
عملية كشط لحائط

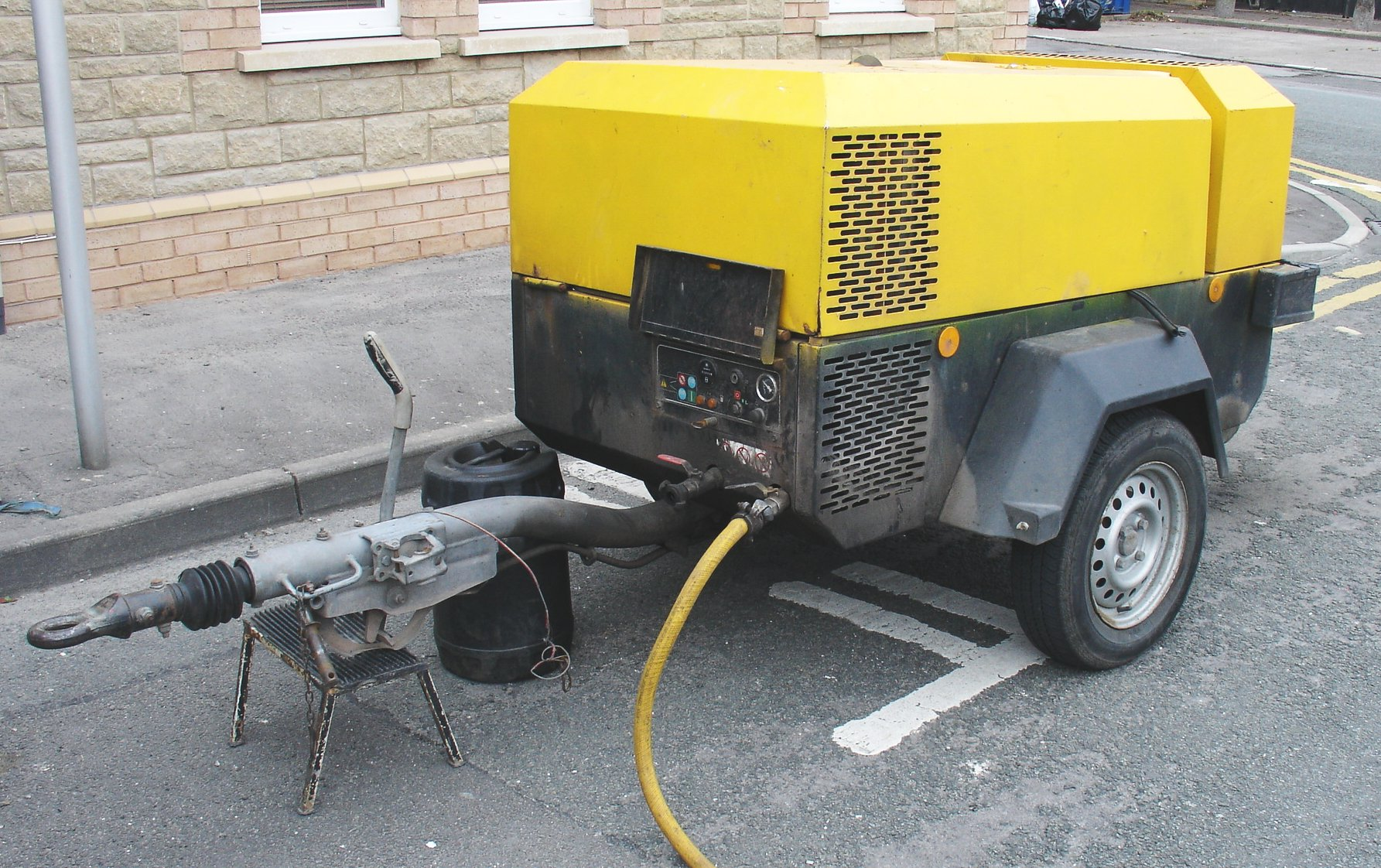
ضاغط يعمل بالديزل يستخدم كمصدر هواء للسفع الرملي

السفع الرملي أو البثق الرملي أو الكشط بالرمل هو عملية دفع تيار من المواد الكاشطة (كالرمل) بقوة على سطح مراد كشطه تحت ضغط مرتفع لتنعيم السطح خشن أو تخشين سطح أملس أو تشكيل سطح أو إزالة ملوثات للسطح (كالصدأ مثلا). يتم استخدام سائل مضغوط أو هواء مضغوط عادةً، بواسطة قوة الطرد المركزي لدفع مادة السفع. حصل بنجامين تشو تيلغمان على براءة اختراع أول عملية كشط في 18 أكتوبر 1870.
هناك العديد من المتغيرات الداخلة في عملية الكشط، حيث يمكن استخدام مواد كاشطة مختلفة، هناك مواد شديدة الكشط، بينما البعض الآخر أخف. أكثر المواد كشطا هي السفع بالخردق (الرصاص المعدني) والسفع الرملي (بالرمل). تشمل المواد الكاشطة المعتدلة السفع بالخرز الزجاجي والبلاستيك أو قشور الجوز و أكواز الذرة. يمكن لبعض هذه المواد أن تسبب الحساسية للأفراد الذين لديهم حساسية من هذه المواد.
```
يمكن كذلك استخدام 
صودا الخبز
 كمادة كاشطة، وتدعى العملية حينها باسم 
سفع الصودا
.
```

## الأنواع
- السفع الرملي (بالرمل)
- السفع بالخردق (الرصاص المعدني)